# Scheltema (geslacht)
Scheltema (ook Adama van Scheltema, Scheltema Beduin en Scheltema de Heere) is een uit Friesland afkomstig geslacht dat onder anderen hoogleraren, kunstenaars, boekhandelaars, politici en diplomaten leverde.

## Geschiedenis
De stamreeks begint met Jacob Jacobs die omstreeks 1546 werd geboren en wiens directe nageslacht koopman te Harlingen werd. Jan Jansen Agricola, later Scheltema (1658-1694) was de eerste met nageslacht die zich Scheltema ging noemen.
Het geslacht werd opgenomen in 1941 in het genealogische naslagwerk Nederland's Patriciaat. Daarin is ook een ander geslacht Scheltema opgenomen waarvan men tot 1938 dacht dat ze dezelfde stamvader hadden. Uit in dat laatste jaar gedaan onderzoek bleek dat niet kon worden aangetoond dat beide geslachten verwant waren. De beide geslachten zijn daar nu afzonderlijk opgenomen, de eerste (dit) als de zogenaamde Franeker "tak", het tweede geslacht als de Harlinger "tak".

## Enkele telgen
Jan Jansen Agricola, later Scheltema (1658-1694), poorter van Franeker in 1681 en leraar Doopsgezinden
- Paulus Scheltema (1688-1752), burgemeester van Franeker
  - Mr. Cornelis Scheltema (1726-1801), advocaat en koopman
    - Mr. Nicolaas Scheltema (1755-1816), advocaat en koopman; trouwde in 1783 met Catharina Anna Adama  (1763-1823)
      - Cornelia Scheltema (1784-1820); trouwde in 1819 met prof. dr. Elias Annes Borger  (1784-1820), hoogleraar te Leiden, letterkundige
      - Henricus Adama van Scheltema (1786-1870), boekhouder Landsdrukkerij, stamvader van de tak Adama van Scheltema
        - Ds. Carel Steven Adama van Scheltema (1815-1897), predikant en letterkundige
          - Frederik Adama van Scheltema (1846-1899), boekhandelaar en kunsthandelaar
            - Carel Steven Adama van Scheltema (1877-1924), toneelspeler en letterkundige
            - Dr. Frederik Adama van Scheltema (1884-1968), archeloog en kunsthistoricus

  - Evert Scheltema (1730-1770), koopman en medevroedsman
    - Jan Scheltema (1756-1819), lakenkoper, vroedsman en burgemeester van Franeker
      - Evert Scheltema (1782-1870), winkelier
        - Hugo Gajus Scheltema (1816-1872), timmerman en makelaar in vaste goederen
          - Isaac Elisa Scheltema (1851-1922), hoofdadministrateur tabaksonderneming
            - Hugo Scheltema (1890-1939), tabakshandelaar; trouwde in 1917 met Adelaide Gertruida Wenckebach (1893-1986), dochter van de kunstschilder en grafisch ontwerper Ludwig Willem Reymert Wenckebach (1860-1937)
              - Mr. Hugo Scheltema (1918-1996), diplomaat
                - Mr. Hugo Gajus Scheltema (1952), diplomaat; was getrouwd (in 1978) met Catherine Jeanne Antoinette Elisabeth Kamerlingh Onnes (1955), dochter van Geertruid Agnes Kamerlingh Onnes-barones van Dedem (1929), bewoonster van Kasteel Vosbergen, en telg uit het geslacht Onnes

        - Ds. Jacobus Nicolaas Scheltema (1821-1895), Remonstrants predikant, archivaris van Gouda, conservator Universiteitsbibliotheek Amsterdam
        - Ds. Michaël Wilhelm Scheltema (1826-1904), Remonstrants predikant, stichter en directeur Mij. Weesinrichtingen Zandbergen te Amersfoort
          - Dr. Bruno Evert Scheltema (1854-1938), arts
            - Dr. Michaël Wilhelm Scheltema (1882-1947), arts
              - Jan Menno Willem Scheltema (1921-1947), dichter

          - Laurens Jacobus Scheltema (1857-1940), luitenant-generaal
            - Dr. Michaël Wilhelm Scheltema (1885-1941), griffier Provinciale Staten van Groningen
              - Dr. Michaël Wilhelm Scheltema (1910-1951), griffier Provinciale Staten van Groningen
                - Mr. Michiel Scheltema (1939), oud-politicus; trouwde in 1965 met Olga Scheltema-de Nie (1939-2023), politica

      - Gajus Scheltema (1785-1850), winkelier te Amsterdam
        - Dr. Pieter Scheltema (1812-1885), archivaris van Amsterdam en Noord-Holland
        - Prof. mr. Michaël Wilhelm Scheltema (1823-1870), hoogleraar Staatsrecht
        - Jacobus Hendrik Scheltema de Heere (1829-1909), medeoprichter boekhandel Scheltema; stamvader van de tak Scheltema de Heere

    - Nicolaas Scheltema (1758-1846), koopman, belastingontvanger
      - Petrus Nicolaas Scheltema (1787-1822), garentwijnder
        - Nicolaas Scheltema (1810-1901), luitenant-kolonel, letterkundige
          - Petrus Herman Scheltema (1856-1923), architect
          - Jan Hendrik Scheltema (1861-1941), kunstschilder

        - Dirk Scheltema (1813-1847), boekhandelaar
          - Prof. Carel Albert Scheltema (1845-1916), hoogleraar te Delft

    - Paulus Scheltema (1763-1837), lakenkoper
      - Albertus Scheltema (1793-1822), chicoreifabrikant
        - Jan Scheltema (1822-1896), koopman
          - Albertus Paulus Scheltema (1851-1940), oprichter café Scheltema

      - Evert Scheltema Beduin (1795-1836), stamvader van de tak Scheltema Beduin

Geslachten die opgenomen zijn in het sinds 1910 verschijnende genealogische naslagwerk Nederland's Patriciaat. Lijst volgens opgave van het CBG Centrum voor familiegeschiedenis.
A · B · C · D · E · F · G · H · I · J · K · L · M · N · O · P · Q · R · S · T · U · V · W · Y · Z